# هیموروگی

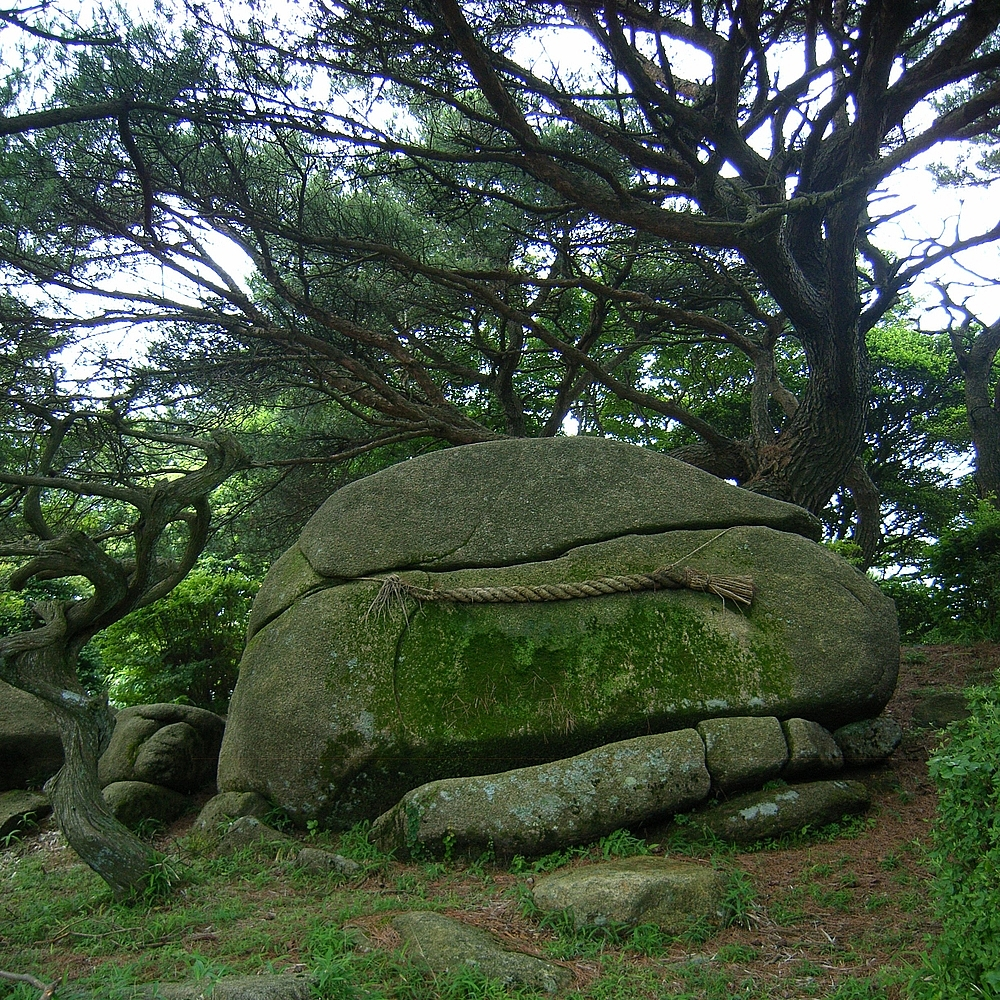
یک صخره به عنوان هیموروگی

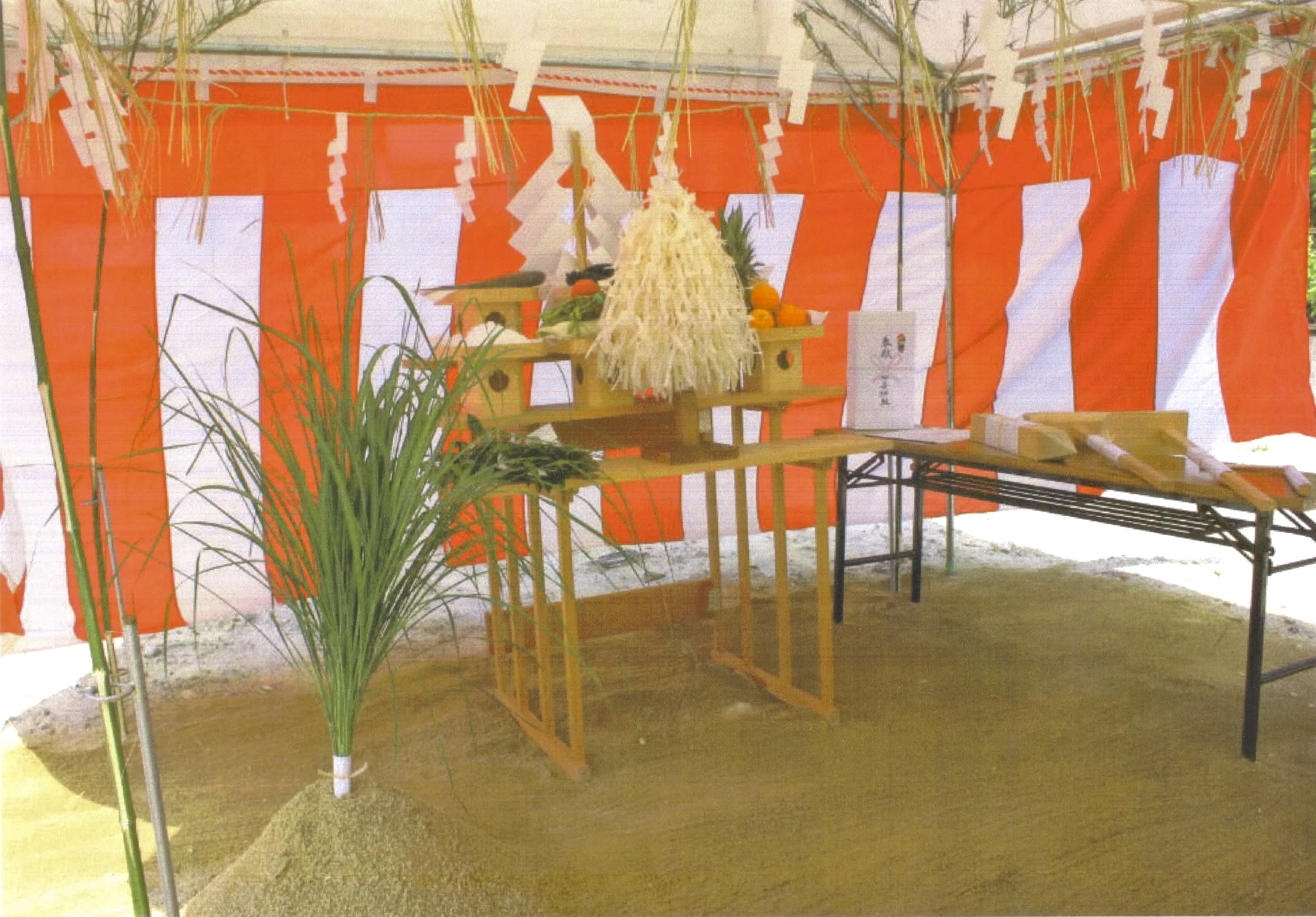
یک هیموروگی

هیموروگی (به ژاپنی: 神籬 Himorogi) به معنای حصار الهی در اصطلاحات شینتو فضاهای مقدس یا محرابی است که برای عبادت و پرستش استفاده می‌شود. در هنگامی که انجام مناسک شینتو در مکانی غیر از معبد شینتویی یا محراب‌های خانگی انجام می‌شود، هیموروگی جایگزینی موقتی برای استقبال از کامی است.
هیموروگی در ساده‌ترین شکل خود، مناطقی مربع شکل با حصاری از بامبوی سبز یا ساکاکی در گوشه و کنار و بدون معماری هستند. اینها به نوبه خود از طناب‌های مقدس (شیمه‌ناوا) تزئین شده و با نواری به نام شید (شینتو) تزیین می‌شوند. شاخه ای از ساکاکی یا برخی دیگر از گیاهان همیشه سبز نیز به عنوان یوریشیرو در مرکز محراب نهاده می‌شود که نمایشی فیزیکی از حضور کامی یا موجودی است که به خودی خود غیر مادی است.